# Crusta

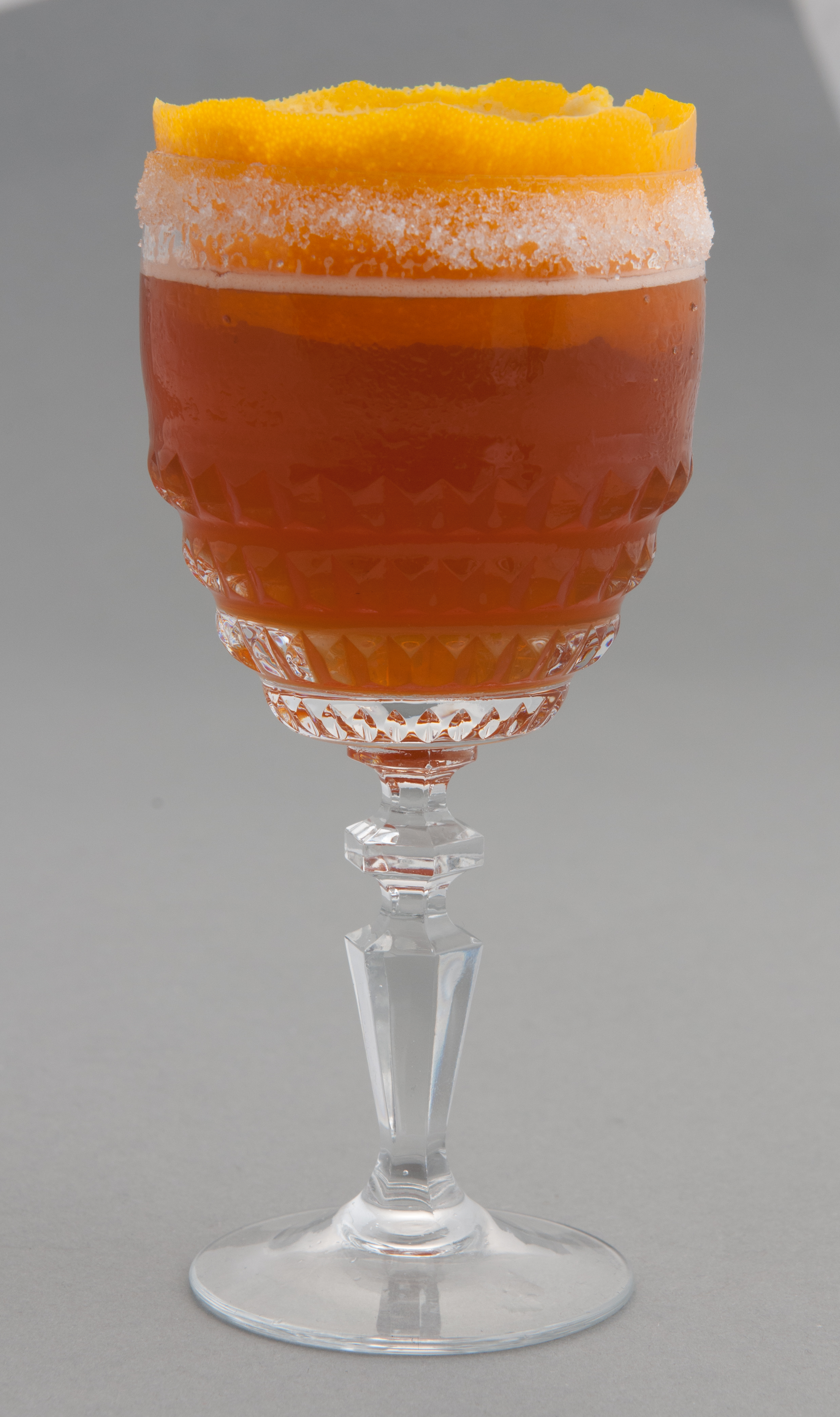
Un brandy crusta.

Crusta est un terme qui désigne un petit groupe de cocktails classiques. La composition des crustas est similaire à celle d'un sour, c'est-à-dire qu'ils contiennent de l'alcool, du jus de citron et du sucre ou sirop de glucose et/ou de la liqueur et sont souvent complétés par des amers de cocktail. Sa caractéristique particulière est le large bord en sucre sur le verre, appelée la croûte, ainsi qu'une longue spirale d'écorce de citron ou d'orange, largement coupée, qui est placée dans le verre. Les crustas peuvent être mélangés avec de la glace, mais sont généralement servis straight up, c'est-à-dire sans glace, dans un verre à bulbe, tel qu'un petit verre à vin ou un verre à cognac. La crusta la plus connue est la crusta au cognac ou au brandy.

## Histoire
Les crustas font partie des « anciens » du bar et étaient déjà connus comme un groupe indépendant de boissons au 19e siècle, à une époque où le terme « cocktail » ne couvrait qu'un petit groupe de boissons alcoolisées mélangées et ne s'était pas encore imposé comme un terme générique.
Jerry Thomas, qui a publié en 1862 l'un des premiers ouvrages de référence aux États-Unis spécifiquement consacré aux boissons alcoolisées mélangées, a consacré le chapitre The Cocktail and Crusta aux deux groupes. Il y décrit la « crusta » comme une amélioration de la boisson mélangée « cocktail », connue depuis le début du XIXe siècle, et la fait remonter à un traiteur espagnol nommé Santina. Joseph Santina a travaillé au Jewel of the South à La Nouvelle-Orléans dans les années 1840 et 1850. En créant la recette d'une crusta au brandy, Thomas a fait référence au cocktail au brandy. Il était préparé à partir de brandy et de quelques traits de sirop de glucose, d'amers de cocktail et de curaçao. La variante fancy brandy cocktail se distinguait des autres ingrédients par le fait qu'elle était servie dans un verre à vin « fantaisie », c'est-à-dire à la mode, décoré, dont le bord était humidifié avec un peu de jus de citron. Un zeste de citron était ajouté à la boisson en guise de décoration.